# Daniela Drescher

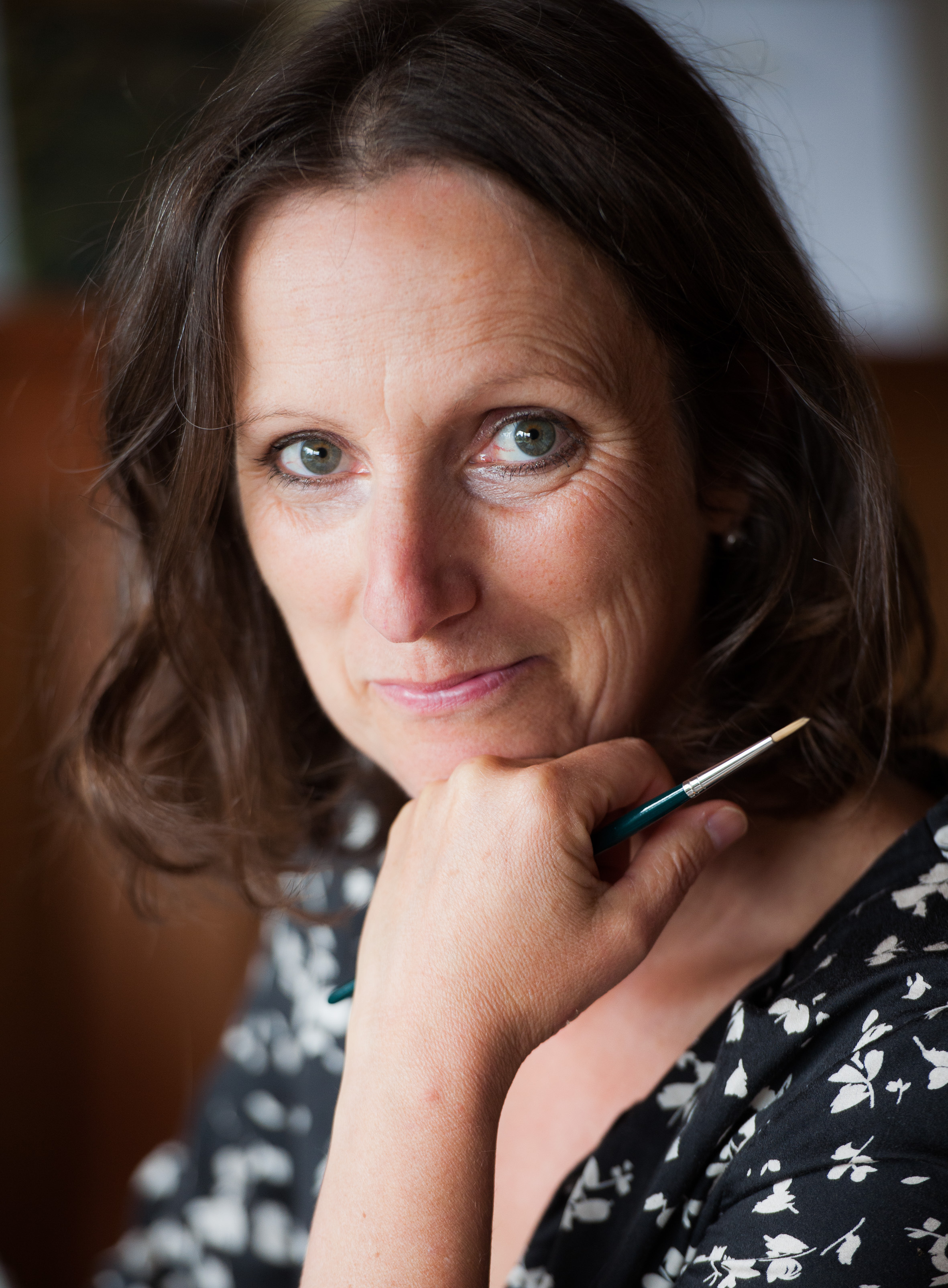
Daniela Drescher (2018)

Daniela Drescher (* 2. November 1966 in München) ist eine deutsche Kinderbuchillustratorin und Autorin.

## Beruflicher Werdegang
Daniela Drescher studierte Kunsttherapie und arbeitete dann zehn Jahre lang maltherapeutisch mit Kindern in eigener freier Praxis. Während dieser Zeit schrieb Drescher zahlreiche Gedichte, die in der maltherapeutischen Arbeit erfolgreiche Anwendung fanden. Einige dieser Gedichte illustrierte sie für ihre eigenen Kinder und so entstand 2004 ihr erstes Bilderbuch. Der Erfolg dieses Buches ermutigte sie, sich von nun an ganz dieser Arbeit zu widmen. Alle Bücher liegen in mehreren Sprachen vor.

## Privates
Daniela Drescher ist verheiratet mit dem freischaffenden Künstler, Autor und Kunsttherapeuten Jens Drescher. Zusammen haben sie vier Kinder.

## Werke

### Lesebücher
- Giesbert und der Gluckerbach, Urachhaus Verlag, 2020, ISBN 978-3-8251-5248-2
- Giesbert hört das Gras wachsen, Urachhaus Verlag, 2018, ISBN 978-3-8251-5174-4
- Giesbert in der Regentonne, Urachhaus Verlag, 2016, ISBN 978-3-8251-7988-5
- Abenteuer mit Ungeheuer, Urachhaus Verlag, 2015, ISBN 978-3-8251-7937-3

### Klassiker
- Andersens schönste Märchen, Urachhaus Verlag, 2017, ISBN 978-3-8251-5130-0
- Die Wichtelreise, Urachhaus Verlag, 2014, ISBN 978-3-8251-7904-5
- Der Nachtschelm und das Siebenschwein Urachhaus Verlag, 2014, ISBN 978-3-8251-7878-9
- Ein Sommernachtstraum nach W. Shakespeare, Urachhaus Verlag, 2013, ISBN 978-3-8251-7820-8
- Die 100 schönsten Märchen der Brüder Grimm, Urachhaus Verlag, 2012, ISBN 978-3-8251-7823-9
- Hinter den sieben Bergen, Urachhaus Verlag, 2010, ISBN 978-3-8251-7752-2
- Die Geschichte von der schönen Lau (nach E. Mörike), Urachhaus Verlag, 2009 (ausgezeichnet von der deutschen Akademie für Kinder- und Jugendliteratur zum Buch des Monats), ISBN 978-3-8251-7641-9
- Die Regentrude (nach Th. Storm), Urachhaus Verlag, 2007, ISBN 978-3-8251-7571-9

### Bilderbücher
- Bertie Pom und das große Donnerwetter, Urachhaus Verlag, 2021, ISBN 978-3-8251-5284-0
- Klaus Sausebraus, Urachhaus Verlag, 2021, ISBN 978-3-8251-5268-0
- Pippa und Pelle machen gesund, Urachhaus Verlag, 2020, ISBN 978-3-8251-5233-8
- Das Nebelmännle vom Bodensee, Urachhaus Verlag, 2019, ISBN 978-3-8251-5214-7
- Ole Winterwicht, Urachhaus Verlag, 2019, ISBN 978-3-8251-5205-5
- Pippa und Pelle feiern Geburtstag, Urachhaus Verlag, 2019, ISBN 978-3-8251-5187-4
- Erbsenfee und Einhornschaf, Urachhaus Verlag, 2018, ISBN 978-3-8251-5146-1
- Als der Sandmann fast verschlafen hätte, Urachhaus Verlag, 2017, ISBN 978-3-8251-5120-1
- Penelope und ihr Hühnchen, Urachhaus Verlag, 2016, ISBN 978-3-8251-7963-2
- Pippa & Pelle Liederbuch, Urachhaus Verlag, 2017, ISBN 978-3-8251-5110-2
- Pippa & Pelle im Brausewind, Urachhaus Verlag, 2016, ISBN 978-3-8251-7985-4
- Pippa & Pelle auf Reisen, Urachhaus Verlag, 2016, ISBN 978-3-8251-7962-5
- Pippa & Pelle im Schnee, Urachhaus Verlag, 2015, ISBN 978-3-8251-7936-6
- Die kleine Elfe wünscht sich was, Urachhaus Verlag, 2015, ISBN 978-3-8251-7915-1
- Pippa & Pelle, Urachhaus Verlag, 2014, ISBN 978-3-8251-7903-8
- Die kleine Elfe braucht ein neues Kleid, Urachhaus Verlag, 2013, ISBN 978-3-8251-7854-3
- Merlind und die Walpurgisnacht, Urachhaus Verlag, 2012, ISBN 978-3-8251-7821-5
- Küchenzauber mit Merlind und Igor, Urachhaus Verlag, 2011, ISBN 978-3-8251-7782-9
- Nepomuk, Tibor und die fabelhafte Limonade, Urachhaus Verlag, 2011, ISBN 978-3-8251-7603-7
- Morchel, der kleine Troll, Urachhaus Verlag, 2011, ISBN 978-3-8251-7773-7
- Die kleine Elfe feiert Weihnachten, Urachhaus Verlag, 2010, ISBN 978-3-8251-7740-9
- Vitus hat Geburtstag, Urachhaus Verlag, 2010, ISBN 978-3-8251-7737-9
- Merlind, die kleine Zauberin, Urachhaus Verlag, 2009, ISBN 978-3-8251-7675-4
- Was raschelt denn da?, Urachhaus Verlag, 2008, ISBN 978-3-8251-7784-3
- Pia, die kleine Prinzessin, Urachhaus Verlag, 2008, ISBN 978-3-8251-7631-0
- Die kleine Elfe kann nicht schlafen, Urachhaus Verlag, 2007, ISBN 978-3-8251-7598-6
- Zwergenabenteuer, Urachhaus Verlag, 2006, ISBN 978-3825175603
- Im Land der Nixen, Urachhaus Verlag, 2006, ISBN 978-3825175245
- Komm mit ins Reich der Zwerge, Urachhaus Verlag, 2005, ISBN 978-3825174828
- Komm mit ins Elfenland, Urachhaus Verlag, 2004, ISBN 978-3825174545

### Hörbücher
- Giesbert und der Gluckerbach, ISBN 978-3-86737-355-5
- Giesbert hört das Gras wachsen, ISBN 978-3-86737-296-1
- Giesbert in der Regentonne, ISBN 978-3-86737-252-7
- Abenteuer mit Ungeheuer, ISBN 978-3-86737-265-7

## Ausstellungen
Das Romantikerhaus Jena zeigte vom 16. März bis 21. Juli 2024 eine Auswahl von Originalen in der Ausstellung „Aus dem Feenland der Lieder... Daniela Dreschers märchenhafte Bilderwelten“. Neben Dreschers Illustrationen zu den Märchen der Brüder Grimm und Hans Christian Andersen wurden u. a. auch Arbeiten aus „Die Wichtelreise“ von Denys Watkins-Pitchford gezeigt. Die Ausstellung zeichnete wichtige Aspekte von Daniela Dreschers Kunst- und Bildverständnis nach, etwa die Bedeutung der Natur in ihren Werken, betonte aber auch Aspekte der Romantik, die sich in den Bildern wiederfinden lassen.